# Brian Flores
Brian Francisco Flores - 24 de fevereiro de 1981 - é um técnico de futebol americano de ascendência hondurenha. Comandou a franquia Miami Dolphins, pertencente a National Football League (NFL), de 2019 a 2021. Antes de ingressar no Dolphins, Flores desempenhou várias funções no New England Patriots desde a temporada de 2004 vencendo o Super Bowl. Durante sua gestão com os Patriots, Flores apareceu em cinco Super Bowls, vencendo três deles e, mais recentemente, atuou como técnico dos linebackers dos Patriots e o responsável por chamar jogadas defensivas durante sua última temporada como assistente técnico, que terminou com o 6º Super Título no Super Bowl LIII. Um dia após a vitória no Super Bowl, foi contratado para se tornar o próximo técnico do Miami Dolphins.